# Каппадокийский диалект греческого языка
Каппадоки́йский язы́к (также каппадокийский греческий, каппадокийский диалект; греч. καππαδοκική διάλεκτος) (SIL: CPG) — условное наименование нескольких групп наречий, на которых говорило население внутренних районов Малой Азии (в особенности исторической области Каппадокия) в Средние века и Новое время. В грекоязычных источниках рассматривается как диалект греческого.
Каппадокийский язык — своего рода группа остаточных диалектов и/или говоров среднегреческого (византийского) языка Малой Азии. Битва при Манцикерте привела к утрате контроля Византии над Малой Азией и заселению этих районов тюрками (см. «Турки»). Местное греческое и эллинизированное население было в значительной степени ассимилировано (см. «Караманлиды»), а язык немногочисленного сельского населения, сохранившего способность разговаривать по-гречески, подвергся сильной тюркизации. Так возник каппадокийский язык, исчезнувший окончательно лишь после того, как в 1922—1923 годах был проведён Греко-турецкий обмен населением.
Каппадокийский язык не следует считать греко-турецким пиджином или некоей лингва франка региона, где после XII века абсолютно преобладал турецкий язык, а до этого византийский язык плюс другие языки (курдский язык, армянский язык). История и типологическое развитие каппадокийского языка во многом напоминает историю румынского. Последний развился на основе разговорной латыни при мощном письменном и устном славянском влиянии и адстрате других языков (греческий, венгерский, немецкий и т. д.). Каппадокийский подобным же образом развился из ранневизантийских наречий при сильном турецком влиянии. Более того, носители языка сохранялись в регионе на протяжении 1071—1923 гг., то есть более 850 лет, а возможно, и дольше.

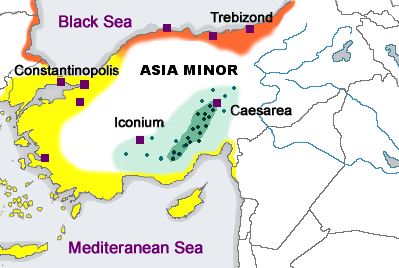
Распространение греческого языка в поздневизантийский период XII—XV веков. Жёлтым цветом изображено поздневизантийское койне — будущая основа новогреческого языка, оранжевым — понтийский язык, зелёным — каппадокский язык внутренних районов Малой Азии

## История
Геродот называет каппадокийцев сирийцами (греч. Σύριοι). Греческий язык в регионе появился после завоеваний Александра Македонского. Однако тогда, вероятней всего, эллинизации подверглась лишь местная элита. Основная масса населения продолжала использовать местные языки и наречия. Знание греческого языка несколько улучшилось во времена господства Римской империи и особенно в ранневизантийский период VI—VIII веков, когда в регион, в основном из Ионии прибывают греческие колонисты, составившие позднее военно-крестьянское сословие акритов. И всё же они составляют не более трети жителей региона, где проживают также курды и армяне, сохраняющие свои языки и владеющие греческим лишь на базовом уровне. Именно поэтому в ходе тюркских нашествий, греческий быстро перестаёт исполнять функции лингва франка региона. При этом тюркизация была особенно сильной в городах, ранее почти полностью грекоязычных, поскольку именно туда и устремился основной поток тюркских мигрантов, стремившихся создать плацдарм для будущего турецкого государства. Греческая речь поэтому лучше и дольше сохранилась именно в удалённых горных деревнях и посёлках, где ассимилляционное давление было меньше. При этом контакты между жителями различных греческих деревень постепенно сводятся к нулю, хотя все каппадокийские говоры по-прежнему сближает их общее происхождение из ионийской греческой речи ранневизантийского периода и сильная турецкая интерференция. Письменные памятники на каппадокийском языке крайне малочисленны. Большинство носителей среднегреческого перешли на турецкий буквально за одно-два поколения, а большинство оставшихся было либо полностью двуязычными, либо хорошо владели турецким языком как вторым. При этом первые свидетельства о языке относятся в основном только к сельджукскому периоду XIII века, когда ещё не все греки успели до конца освоить турецкий язык. Именно тогда возникли глоссы (тюркско-персидские поэмы), которые писали проживавший в Конье Джеляледдин Руми, а также его сын Султан Велед. Причём местный греческий язык записывается арабской вязью, к тому же практически без обозначения гласных, а потому документы крайне трудны в прочтении (последнее издание Дедеса более удачно). Интересно, что при этом турецкая речь уже отуреченных греков, сохраняющих православие, записывается греческим алфавитом. По мере овладения классическим турецко-османским языком, отпадает необходимость даже в таких адаптированных текстах.

## Научные исследования
Небольшое количество носителей языка обнаружено в 2005 году в Северной и Центральной Греции. В основном это пассивные носители языка 40—50 лет, чьи дедушки и бабушки переселились в Грецию из Каппадокии в 1920-х годах.

## Ареал
По мере нарастания турецкого присутствия, каппадокийско-византийское наречие XI века подвергался всё большему турецкому влиянию и по мере становления языка, его некогда сплошной ареал превратился в несколько изолированных друг от друга греческих деревень и посёлков, разбросанных в Малой Азии, с наибольшей концентрацией в сёлах около города Кайсери. Каппадокийский язык сохранился в основном как язык селян. Общее число носителей в начале XX века достигало 40 000 человек. Антропологически большинство каппадокийских носителей греческого языка обнаруживают немало армянских черт (армянское влияние достигло здесь своего апогея в X веке).

## Диалекты
- Северо-восточный (посёлки Синасос, Потамиа и Делмесо)
- Северо-западный (Силата или Зила, Анаку, Флоита, Малакопи)
- Центральный (Аксо, посёлок Мисти, в настоящее время известный как Конаклы (провинция Нигдэ, Турция))
- Юго-западный (Араван, Гурзоно, Фертек)
- Юго-восточный (Улуагач, Семендере)
- Фарасиотский: диалект города Фараса, деревня Девели рядом с Кайсери, посёлки Афшар-Кёю, Чукурлу, которые скорее напоминают понтийский язык
- деревня Силле недалеко от г. Конья. Сама Конья (греч. Иконио, лат. Икониум) некогда выполняла функции столицы сельджуков (Конийский султанат), который даже сами турки называли Греческий султанат (досл. Дияр-и Рум). Большинство греков в самом городе, однако, быстро, за одно-два поколения, перешли на турецкий язык.

## Общая характеристика
Уникальность каппадокийского языка заключается в том что он демонстрирует наглядный пример формирования так называемого контактного языка (не путать с пиджином). Более того, индоевропейский по происхождению, он перестраивается под неиндоевропейским влиянием. При этом из-за двуязычия основной массы носителей он демонстрирует типичную черту билингвов — стремление свести фонетические, грамматические и семантические различия между двумя неродственными языками к минимуму, сохранив при этом только звуковую дифференциацию «оболочек» слов.
Как и следует ожидать, исконные (греческие) элементы каппадокийского языка имеют ранневизантийское, а иногда и вовсе античное (древнегреч.) происхождение, а потому довольно архаичны: θír, затем tír «дверь» из античного θύρ (новогреч. θύρα), píka, также épka «Я сделал» из ранневизант. έποικα (новогреч. έκανα). Так, каппадокийские притяжательные местоимения mó(n), só(n) и др. развились из древнегреч. εμός, σός и др. Каппадокийский имперфект формируется с помощью суффикса -ишк- из античноионийского диалектного суффикса -(и)ск-.

### Турцизмы
Тюркское влияние постепенно становится всеобъемлющим и прослеживается на всех уровнях. При этом следует учитывать, что местный греческий язык региона подвергается влиянию именно местных диалектов турецкого Карамана, близких к азербайджанскому языку, а не литературной османской речи Стамбула, чем объясняется появление в каппадокийском открытого гласного звука ə на манер азербайджанской речи. В каппадокийском появляются также типично тюркские гласные: ы, ö, ü и тюркские согласные б, д, г, ш, ж, ч, джь (хотя некоторые из них развились впоследствии и в новогреческом, но в результате других процессов). Наблюдается тяготение к соблюдению типично тюркской гармонии гласных.
В морфологии греко-балканская тенденция (Балканский языковой союз) к постпозиции некоторых традиционно препозиционных индоевропейских элементов под влиянием турецкого получает дальнейшее развитие в форме агглютинативного склонения и постепенной утрате (нейтрализации) категории рода существительных, прилагательных и артиклей:
- ед. ч.: то не́ка «женщина» (ср. род) при новогреч. «и йинека» (жен. род)
- род. падеж: не́ка-й-ы,
- мн. ч.: не́кес,
- род. падеж: не́кез-и.

Под влиянием турецкого развивается морфологическая маркировка категории определённости в вин. падеже: лі́кос «волк (им. падеж / неопред. вин. падеж)» ср. лі́ко «волка» (определённый вин. падеж). Агглютинация получает распространение и в глагольных формах, где плюсквамперфект «і́рта тон» «Я уже пришёл к тому моменту в прошлом» (букв. «я пришёл был») (Делмесо) копирует турецкое «гельмиш иди» (> гельмишти). Хотя каппадокийский в целом и сохраняет индоевропейский синтаксис, в поздней устной традиции намечается тенденция к постепенному смещению в сторону типично турецкого порядка слов в предложении: Подлежащее — Дополнение — Сказуемое (См. порядок слов в предложении) со всеми её типологическими коррелятами (суффиксация).

## Фонетические черты
В фонетическом плане каппадокский греческий, носители которого были в основном двуязычны, демонстрирует естественную тенденцию к полному уподоблению звуковой системы в соответствии с канонами тюркской речи вообще и турецких идиомов средневековой Анатолии в частности. При этом античные и ранневизантийские архаизмы в нём сочетаются с инновациями иноязычного (турецкого) происхождения.
1) Как и понтийский язык, каппадокский сохраненяет звук /e/ [э] вместо современного новогреческого -η- [и]: πεγάδ’ вместо «πηγάδι» (пэга8 вместо пига8и), χελυκό / θελυκό из «θηλυκό» (хэлико из хилико), ψε(λ)ό из «ψηλός» (псэло из псилос)). Феномен объясняется в первую очередь сохранением архаизма времён античного койне. (Поздневизантийское койне XII—XIII века не затронуло Каппадокию из-за изоляции местных греков после тюркских нашествий 1071 года).
2) Под влиянием неиндоевропейского турецкого языка, перестраивается система согласных, в особенности пропадают или подвергаются мутации типичные среднегреческие звуки типа β, γ, δ, θ, χ (транслит.: в, г, 8, 0, х), из которых турецкому в особенности чужды межзубные δ, θ. В результате в каппадокском имеем: (dιάολους из «διάβολος» (дьяолус из 8иаволос «дьявол»), ‘ναίκα из «γυναίκα» (нэка из йинэка «женщина»), βόι из «βόδι» (вои из во8и), στάη < εστάθη (стаи из эста0и), άυρου «άχυρο» (ауру из ахиро), τύρα < θύρα (тира из 0ира), τροωdού < τραγω-δώ(трооду́ из трагу8о́)), которые переходят в близкие им зубные [д] и [т] или выпадают.
3) Палатализация κ, τ в [ц/ч], а также χ в [ш] перед фонемами /e, i/ (τούτšη' из «τούτη» (тучи из тути), πšυšή из «ψυχή» (пшиши из психи «душа»), έρšιτι «έρχεται» (эршити из эрхетэ), τšέφος из «κέλυφος» (чефос из келифос), šιώνα «χελώνα» (шьона из хэлона), τšερdίζω из «κερδίζω» (чердизо из кер8изо), а также своеобразная трактовка группы [ст]: шон, шин, ша из «στον, στην, στα» «в»).
4) Сохранение архаичного ранневизантийского ударения на і (λ.χ. ποίος, καρdία, βοηθεία, χαρτίο, τšερία — п’иос, кард’иа, вои0’иа, харт’ио, шер’иа вместо соответств. новогреч. пь’ос, кардь’я, во’и0ья, х’артио, х’ерья «χέρια»).
5) Переход звука λ в звук близкий польскому [ł] и английскому [w] (в русском встречается как дефект звука л) а также звуки /a, o, u/ в зависимости от положения в слове: (γουώσσα «γλώσσα» гуосса из глосса «язык»; κωστή «κλωστή» кости из клости, πουάω «πουλώ» пуао из пуло).
6) Перестройка внутренних гласных в соответствии с турецким законом гармонии звуков (сингармонизм), в том числе и в исконной греческой лексике (όρομα «сон» < όραμα, [орома] из [орама], γκαζαντού [газанду] «κερδίζω» < тур. казанмак (новогреч. καζαντίζω [казандизо]), γκəσμέτ’ [гəшметт] «удача» < τур. кисмет", ντüšüντώ «дюшюндо» < тур. «дюшюнмек» «вижу»,  при полной парадигме спряжения приведённой здесь -ές, -έ, αντί -άς, -ά).
7) Усиление придыхания (аспирации) согласных [т], [д], [к] во всех позициях на манер турецкой речи. Подобное явление демонстрирует также кипрский диалект греческого языка.

## Лексические черты
Лексика каппадокийского языка, как и его грамматика, отлична от лексики новогреческого по ряду причин. Со временем она всё больше насыщается турцизмами, персизмами и арабизмами. При этом и на начальном этапе своего формирования (11 век) лексический состав диалекта существенно отличается от будущих новогреческих диалектов почти полным отсутствием средневековых заимствований из итальянского, славянских языков, балканской латыни (арумынский язык), албанского языка по причине географической удалённости Каппадокии. Можно предположить что роль субстрата здесь играли арамейский язык, а адстрата — индоевропейские курдский язык, армянский язык, цыганский язык, а также неиндоевропейский арабский язык. Выделяются следующие черты лексики:
1) Сохранение архаизмов античного и ранневизантийского периода: δάρα / ζάρα [дара/зара] «сейчас» < εδάρε (ср. новогреч. τώρα), μέτερ’ [мэтэрь]< ημέτερος [имэтэрос], ταυρώ [тавро] < виз. ταύρος [таврос] при новогреческом [траво] «τραυώ», ορτό «правда» < античн. ορθόν при новогреч. αλήθεια, ήωμα «μεγάλο καρφί» < ήλωμα).
2) Своеобразная идиоматичность и переосмысление. («απ’ το cιφάļ’ τ’» [ап’ то чифауи’т] «с начала» буквально «от головы» при новогреч. «από την αρχή» («от начала»), άλειμμα при новогреч. «βούτυρο», ψυšή (пшиши) — «жизнь», буквально «душа» при стандартном новогреческом «ζωή», ωμός в значении «άπειρος», παρεδούμαι в значении «παντρεύομαι» (прошедшее время παρεδόθα), τšοιμίζω в значении «ρίχνω κάτω (κοιμίζω)».
3) Многочисленные турецкие заимствования, целые пласты которых проникают даже в самые базовые элементы языка. При этом использование турцизмов часто носит индивидуальный и/или географический характер: ίρι [ири] «большой» (< тур. ири — iri) при новогреч. «μεγάλος», πασχά [пасха] «другой» (< тур. башка — baska «голова») при новогреческом «άλλος»; σεξέντα [сэксэнда] (< тур. сексен — seksen), «восемьдесят» при новогреческом «ογδόντα»; χεμέν [хэмэн] «срочно» (< тур. хемен — hemen) при новогреч. «αμέσως»; χερίφος [хэрифос] < тур. хэриф — herif при новогреч. «σύζυγος».

## Примеры каппадокийской речи
• Запись речи из посёлка Аксо (Докинс, 1916, стр. 388).
Μπιρ βαqέτ κειοτάν ντυο αρqαdάšα. Πήγαν, πήγαν, ξέβαν, πήγαν. Το ‘να είπεν: «Πείνασαμ’· ας φάμ’ το σον το χρειά κ’ ύστερα το ‘μόν». «Χάιdε, ας φάμ’ το ‘μόν». Έφααν χρειά τ’. Σκοτιάνεν. «Ας κοιμηχούμ’ λίγο». Κοιμήχανε.
Новогреческий аналог: Έναν καιρό ήταν δύο σύντροφοι. Πήγαν, πήγαν, προχώρησαν, πήγαν. Το ένα είπε: «Πεινάσαμε. Ας φάμε τα δικά σου τρόφιμα και ύστερα τα δικά μου». «Άντε, ας φάμε τα δικά μου». Έφαγαν τα τρόφιμά του. Σκοτείνιασε. «Ας κοιμηθούμε λίγο». Κοιμήθηκαν.
• Запись речи из Фараса (Докинс, 1916, стр. 502).
Σα μπρώτο νταρό έντουν έργκο. Ατžεί ‘ς α μέρος ήσανται τέσσαρα νομάτοι. Σ’ απίσου το κόμμα είχαν α μουσκάρι. Μουσκάρι κ’ είπεν: «Α φάγω το κεπέκι». Μούχτσεν dα το τšουφάλιν dου σο πιθάρι, έφαεν dα το κεπέκι. Στέρου τžο μπόρκε να βγκάλει dο τšουφάλιν dου. Σωρεύταν dου σπιτού οι νομάτοι. «Να ιδούμε τους αν do ποίκομε». Τžο μπόρκαν να ποίκουν αν γκατžί. Το γερού οι νομάτοι: «Να κόψομ’ το τšουφάλιν dου, να γλυτώσομε το πιθάρι».
Новогреческий аналог: Τον παλιό καιρό έγινε ένα συμβάν (έργο). Εκεί σε ένα μέρος ήταν τέσσερεις άνθρωποι. Στο πίσω δωμάτιο είχαν ένα μοσχάρι. Το μοσχάρι είπε: «Θα φάω το πίτουρο». Έχωσε το κεφάλι του στο πιθάρι και έφαγε το πίτουρο. Ύστερα δεν μπορούσε να βγάλει το κεφάλι του. Μαζεύτηκαν οι άνθρωποι του σπιτιού. «Να δούμε τι θα κάνουμε». Δεν μπόρεσαν να φτειάξουν κάποιο σχέδιο. Οι μισοί άνθρωποι [είπαν]: «Να κόψουμε το κεφάλι του, να γλυτώσουμε το πιθάρι».